# Menhir d'Attiswil
Le menhir d'Attiswil, également connu sous le nom de Freistein, est un mégalithe datant du Néolithique ou du Chalcolithique situé sur le territoire d'Attiswil, dans le canton de Berne, en Suisse.
Il est considéré comme le dernier menhir du canton de Berne.

## Situation
Le menhir se dresse au milieu d'un champ, à proximité de l'église d'Attiswil.

## Description
Lors de fouilles menées en 1855, il a été constaté que la pierre, à demi enfouie dans le sol, a une longueur totale de 3,60 m.
De nouvelles fouilles archéologiques menées en 1963 ont mis au jour des fragments de céramique datant de l'Âge de pierre et de l'époque romaine.